# Турон (футбольный клуб)
«Турон» (узб. «Turon» Futbol Klubi; также известен как «Туран») — узбекистанский футбольный клуб из города Яйпан.

## История
Основан 15 мая 2017 года. В 2017—2018 годах выступал в соревнованиях Ферганской области. С 2019 года — участник профессиональных лиг. В сезоне 2019 года стал победителем Про Б лиги. В 2020 году, обыграв со счётом 1:0 в матче заключительного тура команду «Нефтчи» (Фергана), являвшуюся конкурентом за прямой выход в Суперлигу, опередил «Нефтчи» на 1 очко и стал победителем Про-лиги, получив право дебютировать в Суперлиге, где занял последнее 14-е место в сезоне 2021 года, вернувшись таким образом обратно в Про-лигу. В сезоне 2022 года команда заняла 3-е место, а в стыковом матче за выход в Суперлигу выиграла у ташкентского «Локомотива» (2:1). В своём втором сезоне в Суперлиге команда заняла 13-е место и вновь покинула высший дивизион, по ходу сезона в команде сменилось три главных тренера (Бахтиёр Ашурматов, Денис Бушуев и Ёркин Назаров).
С 2020 года домашней ареной команды является стадион «Узбекистан».